# 원동초등학교 이천분교
원동초등학교 이천분교는 대한민국 경상남도 양산시에 있는 공립 초등학교이다.

## 학교 연혁
- 1934년 4월 1일 원동공립보통학교 부설 선리간이학교 개교
- 1939년 4월 1일 이천공립심상소학교로 개칭
- 1941년 4월 1일 이천공립국민학교로 개칭
- 1988년 3월 1일 쌍포국민학교 이천분교장 격하
- 1994년 3월 1일 원동국민학교 쌍포분교장 편입

## 참고 자료
- 원동초등학교이천분교장 - 한국교육학술정보원 학교알리미